# Venusia semistrigata
Venusia semistrigata là một loài bướm đêm trong họ Geometridae.